# Рубанівка (зупинний пункт)
Ру́банівка — залізничний зупинний пункт Херсонської дирекції Одеської залізниці.
Розташований біля автомобільного переїзду з автошляхом Т 2209 за кількасот метрів від села Верхні Торгаї Каховського району Херсонської області на лінії 51 км — Снігурівка між станціями Сірогози (8 км) та Братолюбівка (34 км).
Станом на лютий 2020 року одна пара дизель-потягів на день прямує за напрямком Сірогози — Херсон.